# Dos Oruguitas
"Dos Oruguitas" (phát âm tiếng Tây Ban Nha: [dos oɾuˈɣitas]; nghĩa là "hai con sâu bướm nhỏ") là một bài hát trong bộ phim hoạt hình-máy tính âm nhạc Encanto: Vùng đất thần kỳ của hãng Disney ra mắt vào năm 2021. Walt Disney Records phát hành bài hát như một phần soundtrack của bộ phim vào ngày 19 tháng 11 năm 2021. Ca khúc được biên soạn bởi nhạc sĩ người Mỹ Lin-Manuel Miranda, với phần thể hiện trong phim của ca sĩ người Colombia Sebastián Yatra.
Trong phim, bài hát cất lên trong đoạn hồi tưởng về cuộc đời và cái chết của Pedro Madrigal, ông ngoại của nhân vật chính Mirabel Madrigal. Bài hát được viết bằng tiếng Tây Ban Nha, nhưng ở cuối phim thì phiên bản tiếng Anh của bài hát với tựa "Two Oruguitas" cũng được phát. Về mặt thương mại, "Dos Oruguitas" lọt vào top 40 của Billboard Hot 100 ở Mỹ và đánh dấu sự xuất hiện lần đầu tiên của nam ca sĩ Yatra trên bảng xếp hạng đó. Tại lễ trao giải Oscar lần thứ 94, bài hát được đề cử cho Giải thưởng Viện Hàn lâm ở mục Ca khúc gốc xuất sắc nhất.

## Phổ nhạc và phát triển
"Dos Oruguitas" là bài hát hoàn toàn bằng tiếng Tây Ban Nha đầu tiên được Miranda tự tay sáng tác. Nam nhạc sĩ chia sẻ rằng khối lượng tiếng Tây Ban Nha này nằm ngoài vùng an toàn của anh, tuy vậy anh cho hay "Điều quan trọng đối với tôi đó là tôi viết nó bằng tiếng Tây Ban Nha, thay vì viết nó bằng tiếng Anh rồi chuyển ngữ, bởi vì bạn luôn có thể cảm thấy sự dịch nghĩa ở đó". Mục tiêu của Miranda là viết một bài hát dân ca Colombia có "cảm giác như nó [đã] luôn tồn tại", điều mà theo anh sẽ làm cho câu chuyện thương tâm của gia đình Madrigal dễ xem hơn. Cảm hứng chính cho Miranda tới từ các nhà soạn nhạc nổi tiếng như Antônio Carlos Jobim và Joan Manuel Serrat.
Bài hát và phân cảnh đi kèm vốn được cân nhắc để đặt ở phần mở đầu phim, nhưng ê-kíp làm phim quyết định đặt nó ở gần kết phim có vẻ hợp lý hơn.

## Lời bài hát và bối cảnh
"Dos Oruguitas" là một bài hát ngoài ranh giới chuyện kể (non-diagetic). Bài hát cất lên trong đoạn hồi tưởng khi Mirabel chứng kiến quá khứ của người bà ngoại Alma và những khó khăn bà đã trải qua: bắt đầu từ mối tình lãng mạn của bà với người chồng Pedro, và kết thúc với sự hy sinh của Pedro nhằm cứu mạng bà cùng những đứa con. Câu chuyện đó đã tháo gỡ mâu thuẫn giữa Mirabel và Alma. Đồng đạo diễn Byron Howard phân tích bài hát như sau: "Đây có lẽ là phần kể chuyện âm nhạc then chốt của cả bộ phim vì nó liên kết lịch sử của gia đình và sự thấu hiểu của Mirabel về người bà của cô bé". Bản thân bài hát nói về hai con sâu bướm yêu nhau say đắm song phải học cách buông bỏ nhau để vun đắp tương lai, câu chuyện mà chính là ẩn dụ cho cuộc đời của cặp tình nhân Pedro và Alma.

## Đón nhận

### Nhận xét từ giới phê bình
Các nhà phê bình Billboard coi "We Don't Talk About Bruno" là ca khúc đáng nhớ nhất của Encanto nhưng lựa chọn "Dos Oruguitas" là ca khúc hay nhất, bởi lẽ nó là một bản ballad chân thành với "sự cộng hưởng cảm xúc và tình cảm đẹp đẽ". Drew Taylor của TheWrap cũng đánh giá nó là bài hát hay nhất trong phim, bình rằng ngay cả khi không có hình ảnh đi kèm, "bài hát vẫn sẽ khiến bạn thổn thức, cho dù bạn có biết tiếng Tây Ban Nha hay không." /Film mô tả nó là "một bản bi ca tôn vinh những gì đã mất, ngay cả khi nó khuyến khích những người sống sót tìm lối về phía trước, mang theo những ký ức đó".

### Giải thưởng
| Giải thưởng                                                   | Ngày đề cử/trao giải | Hạng mục                                                   | Kết quả   | Tham khảo     |
| ------------------------------------------------------------- | -------------------- | ---------------------------------------------------------- | --------- | ------------- |
| Giải thưởng Viện Hàn lâm                                      | 27 tháng 3 năm 2022  | Ca khúc gốc hay nhất                                       | Đề cử     | [ 11 ]        |
| Giải Lựa chọn của Nhà phê bình Điện ảnh                       | 13 tháng 3 năm 2022  | Ca khúc hay nhất                                           | Đề cử     | [ 12 ]        |
| Giải thưởng Hiệp hội phê bình phim Denver                     | 17 tháng 1 năm 2022  | Ca khúc gốc hay nhất                                       | Đề cử     | [ 13 ]        |
| Giải thưởng Hiệp hội phê bình phim Georgia                    | 14 tháng 1 năm 2022  | Ca khúc gốc hay nhất                                       | Đề cử     | [ 14 ]        |
| Giải thưởng Gold Derby                                        | 16 tháng 3 năm 2022  | Ca khúc gốc hay nhất                                       | Đề cử     | [ 15 ]        |
| Giải Quả cầu Vàng                                             | 9 tháng 7 năm 2022   | Ca khúc gốc hay nhất                                       | Đề cử     | [ 16 ] [ 17 ] |
| Giải thưởng Hiệp hội giám sát âm nhạc                         | 20 tháng 3 năm 2022  | Ca khúc hay nhất được viết và/hoặc được thu âm cho bộ phim | Đoạt giải | [ 18 ]        |
| Giải thưởng Hiệp hội Phê bình Phim Houston                    | 19 tháng 1 năm 2022  | Ca khúc gốc hay nhất                                       | Đề cử     | [ 19 ] [ 20 ] |
| Giải thưởng Hiệp hội Phê bình Phim Las Vegas                  | 13 tháng 12 năm 2021 | Ca khúc hay nhất                                           | Đề cử     | [ 21 ]        |
| Giải thưởng Phim Latino Entertainment Journalists Association | 6 tháng 3 năm 2022   | Ca khúc hay nhất được viết cho một bộ phim                 | Đề cử     | [ 22 ]        |
| Giải thưởng Hiệp hội Phim Bắc Dakota                          | 17 tháng 1 năm 2022  | Ca khúc gốc hay nhất                                       | Đề cử     | [ 23 ]        |